# Hötorget
A Hötorget – literalmente Praça do Feno – é uma praça central da cidade de Estocolmo, na Suécia.

Está situada entre as ruas Kungsgatan, Drottninggatan e Sveavägen. 

Durante a semana, alberga um mercado de frutas e legumes, e ao domingo, um mercado de rua.

Junto à praça, fica a Sala de Concertos de Estocolmo (Stockholms konserthus).